# ムーンライト・ロマンス
『ムーンライト・ロマンス』は宝塚歌劇団の舞台作品。月組公演。
宝塚公演の併演作品は『春の踊り』-南蛮花更紗-で、鳥取、米子、岡山、徳山、瀬戸、松阪、一宮、多治見、浜松、町田、立川、調布、千葉、横浜、甲府、宇都宮、仙台は『南蛮花更紗』。

## 解説
※『宝塚歌劇100年史（舞台編）』の宝塚大劇場公演のページを参照
怪盗"シルバー・キャット"の正体を巡っての騒ぎから恋が芽生えている様子を、仮装舞踏会やファッションショー等を織り込んだミュージカルに仕上げた作品。

## ストーリー
※『宝塚歌劇100年史（舞台編）』の宝塚大劇場公演のページを参照
パリ郊外のベーツ家では長男のミシェルはプレイボーイの遊び人で、弟のロベールに社長のイスを譲って面白おかしく人生を送っていた。彼は10年前、"シルバー・キャット"と名乗る宝石泥棒であったが、今はやめている。にもかかわらず"シルバー・キャット"が再び現れたのだという。

## 公演期間と公演場所
- 1983年3月25日 - 5月10日[1]（第一回・新人公演：4月8日[3]、第二回・新人公演：4月19日[3]）　宝塚大劇場
- （東京宝塚劇場では公演していない）
- 1983年6月4日 - 6月26日[2]　鳥取、米子、岡山、徳山、瀬戸、松阪、一宮、多治見、浜松、町田、立川、調布、千葉、横浜、甲府、宇都宮、仙台

## 宝塚公演のデータ
形式名は「ミュージカル・レビュー」。16場。
69期生の初舞台公演。

### スタッフ（宝塚公演）
- 作・演出：横澤英雄[1]
- 作曲・編曲：中元清純[4]
- 編曲[4]：小高根凡平、鞍富真一
- 音楽指揮：岡田良機[4]
- 振付：喜多弘、羽山紀代美、朱里みさを、名倉加代子
- 装置：関谷敏昭[4]
- 衣装：静間潮太郎[4]
- 照明：今井直次[5]
- 音響：松永浩志[5]
- 小道具：万波一重[5]
- 効果：吉田雄二[5]
- 演出補：三木章夫[5]
- 演出助手：小池修一郎[5]
- 制作：山田謙治[5]

### 主な配役（宝塚公演）
※「（）」の人物は新人公演・配役
- ミシェル - 大地真央（第一回：郷真由加、第二回：涼風真世）[3]
- イブ - 黒木瞳（第一回：こだま愛、第二回：朝凪鈴）[3]
- ロベール - 剣幸[6]
- カトリーヌ - 条はるき[6]